# 2000-delegationen

2000-delegationens logotyp.

2000-delegationen var en svensk statlig utredning som hade till uppdrag att behandla frågor rörande omställningen av datorer och IT-system inför årsskiftet 1999 till 2000, för att begränsa konsekvenserna av millenniebuggen. Delegationen inrättades efter beslut av regeringen den 29 januari 1998.
Delegationens arbete leddes inledningsvis kommunikationsminister Ines Uusmann. I oktober 1998 tog Björn Rosengren över som ordförande för delegationen. Från juni 1999 till delegationens avvecklande under år 2000 var Jan Freese ordförande.

## Bakgrund
I Sverige uppmärksammade den statliga IT-kommissionen problemet i två seminarier under 1996 och 1997. I januari 1997 antog regeringen en förordning som ålade samtliga myndigheter under regeringen att analysera vilka verksamhetskritiska system som riskerade att drabbas av millenniebuggen och senast den 1 juni 1999 ha vidtagit åtgärder för att säkra systemen. I början av 1997 kom också rapporter om höga kostnader för myndigheterna. Jan Freese, då generaldirektör för Post- och telestyrelsen, hade uppskattat kostnaden för Sverige till 100 miljarder kronor. Vissa myndigheter framförde också önskemål om ett reformstopp för att kunna fokusera sina IT-resurser på att åtgärda millenniebuggen. I januari 1998 krävde oppositionsledaren Carl Bildt att en särskild ”2000-general” skulle tillsättas för att samordna myndigheternas arbete. Regeringen avvisade oppositionens krav som en symbolhandling. Några veckor senare fattade den beslut om att tillsätta 2000-delegationen.

## Ledamöter
Delegationens sammansättning varierade under arbetsperioden. Följande lista innehåller samtliga ledamöter, inklusive ordförande och vice ordförande. Kommunikationsminster Ines Uusmann, som också ledde delegationen inledningsvis, beskrev i en debattartikel att ledamöterna valts ut för att vara påtryckare inom sina respektive samhällssektorer.
- Ines Uusmann, statsråd, ordförande, januari 1998 – oktober 1998
- Björn Rosengren, statsråd, ordförande, oktober 1998 – maj 1999
- Jan Freese, f.d. generaldirektör, ordförande, juni 1999 – mars 2000, vice ordförande, december 1998 – juni 1999
- Åke Fagelberg, verkställande direktör, mars 1998 – mars 2000
- Anita Harriman, utredare, mars 1998 – mars 1999
- Anders Hellman, verkställande direktör, mars 1998 – mars 2000
- Lars Isaksson, landstingsråd, mars 1998 – februari 1999
- Lennart Jonasson, direktör, mars 1998 – september 1999
- Claes Ljung, statssekreterare, mars 1998 – oktober 1998
- Lars-Eric Petersson, vd för Scania, mars 1998 – juli 1999
- Anitra Steen, generaldirektör för Riksskatteverket, mars 1998 – mars 2000
- Sven-Olof Karlsson, landstingsdirektör, februari 1999 – mars 2000
- Inger Persson, familjeekonom, juni 1999 – mars 2000
- Laila Edholm, informationsdirektör, oktober 1999 – mars 2000

## Arbete
Regeringen hade budgeterat för sju sammanträden från 1998 fram till millennieskiftet under ledning av kommunikationsminister Ines Uusmann. I maj och juni 1998 skrev Jan Freese, tidigare generaldirektör för Datainspektionen och Post- och telestyrelsen, två debattartiklar som ifrågasatte aktivitetsnivån. Han krävde svar både från regeringen och från oppositionen inför riksdagsvalet 1998. Carl Bildt svarade med att återuppväcka sitt krav på en 2000-general, vilket åter avvisades av regeringen. Ines Uusmann menade i ett svar att befintliga myndigheter var mer lämpade att leda arbetet. I oktober 1998 tog nytillträdde näringsministern Björn Rosengren över som ordförande för delegationen. Rosengren lät meddela att målsättningen var att undvika allvarliga problem.
Delegationens arbete bedrevs till stor del utåtriktat genom informationskampanjer, seminarier, medverkan i radio och tv, m.m. En 20-sidig annonsbilaga med titeln Dags att förbereda 2000-skiftet publicerades i Svenska Dagbladet den 8 december 1998. I bilagan varvades redaktionella texter av Per Nisser och Thomas Arnroth med information från myndigheter och annonser från IT-konsulter och systemleverantörer. Delegationen drev även webbplatsen www.992000.nu där man samlade information om sitt arbete samt om hur organisationer och privatpersoner borde hantera millenniebuggen.
I juni 1999 tillsattes Jan Freese som ordförande för delegationen. Freese förblev ordförande fram till delegationens avvecklande under år 2000. I oktober 1999 lämnade delegationen en lägesrapport till regeringen där man bedömde att Sverige låg väl framme i arbetet och att risken för störningar var begränsad. Nyåret passerade utan större incidenter. Slutbetänkandet med titeln 2000-säkringen i Sverige: Myt och verklighet överlämnades till näringsminister Björn Rosengren i mars 2000.